# اندیس مس (سید علی موسوی)
مس (سید علی موسوی) یک اندیس فلزی است که در  استان فارس قرار دارد و مادهٔ معدنی موجود در آن، مس است.  